# Ovikens nya kyrka
Ovikens nya kyrka, är en nygotisk kyrkobyggnad i Oviken. Den tillhör Ovikens församling i Härnösands stift. Kyrkan var församlingskyrka under tiden 1905-1935 då Ovikens gamla kyrka stod öde. Efter restaurering återtog gamla kyrkan uppgiften som församlingskyrka.

## Kyrkobyggnad
Kyrkan uppfördes 1903- 1905 av byggmästaren J. A. Gärdin efter ritningar från 1895 av arkitekten Gustaf Hermansson i Sundsvall.
Kyrkobyggnaden är en hög tegelkyrka i nygotisk stil. Den har gott om strävpelare, rundbågefriser, samt fönster med masverk.
Tornet i väster är sextio meter högt och har en spira med triangelgavlar. Spiran har ringkors och torntupp. I tornets nedre del ligger vapenhuset.

## Interiör
Kyrkorummet är format som treskeppig basilika. Det finns sidoläktare samt orgelläktare. Dessa läktare bärs upp av smäckra kolonner med kapitäl.
Koret är femsidigt och har ett tak med valvribbor. Kortaket är välvt och dekorerat. Koret har fem par höga fönster i gotisk utformning. Mellan fönsterparen finns kolonner, vilka förstärker känslan av höjd.
Kring fönster och dörrar liksom i övrigt löper målade ornament.

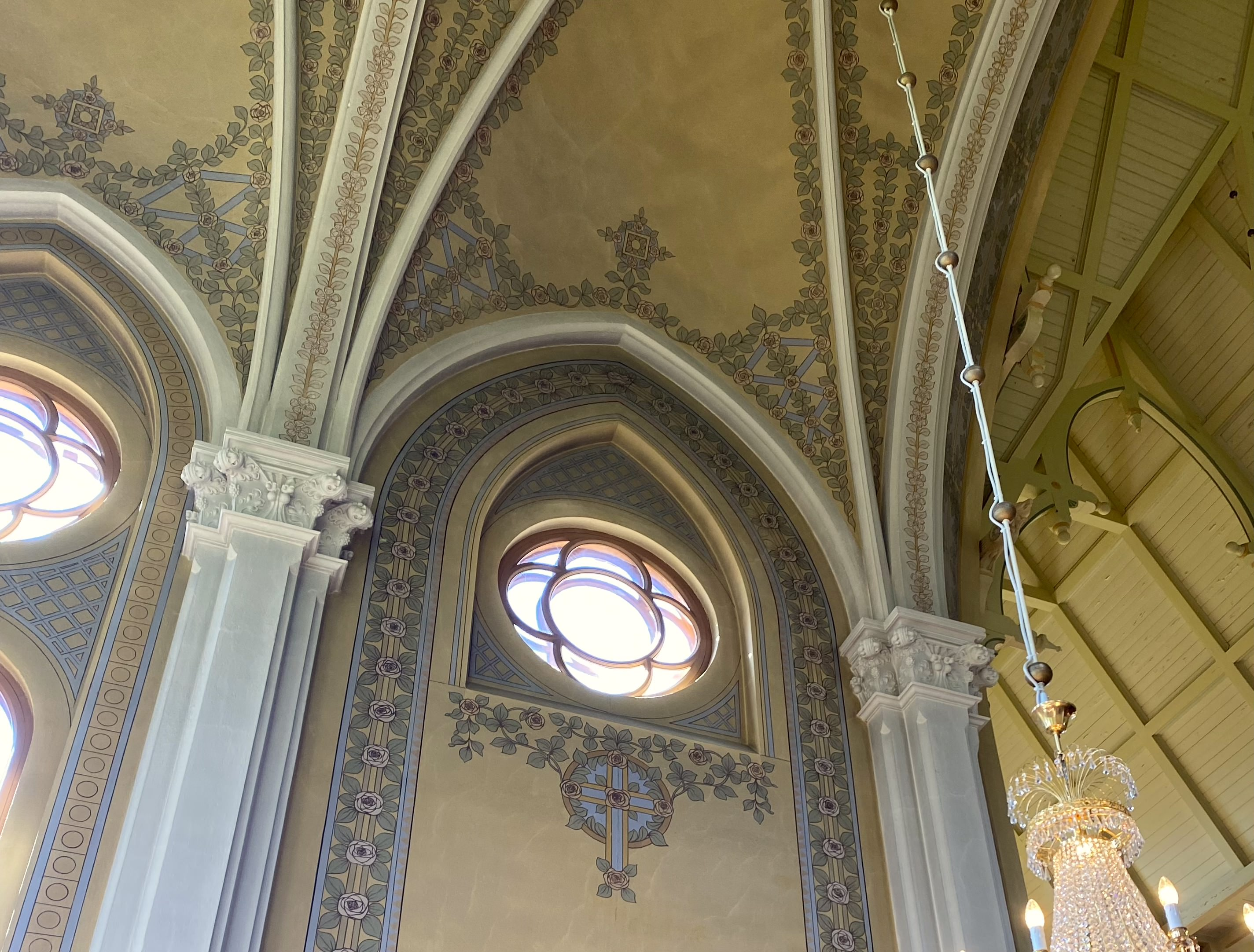
Detalj av dekorationsmåleriet i jugendstil utfört av målarmästare Niclas Andersson från Östersund 1905.

Bänkinredningen är öppen med stiltypiska gavlar. Det finns ett lågt korskrank. I koret finns en triptyk (tredelat altarskåp).

## Från gamla kyrkan och åter
Ovikens gamla kyrka övergavs i samband med att Ovikens nya kyrka invigdes 1905. Efter en större restaurering togs den gamla kyrkan dock åter i bruk år 1935 och är sedan dess bygdens församlingskyrka.
Saken torde ha sin bakgrund i bland annat att den nya kyrkan redan vid invigningen 1905 ansågs omodern.
En fördel med att den använts så lite är att den har förblivit välbevarad.

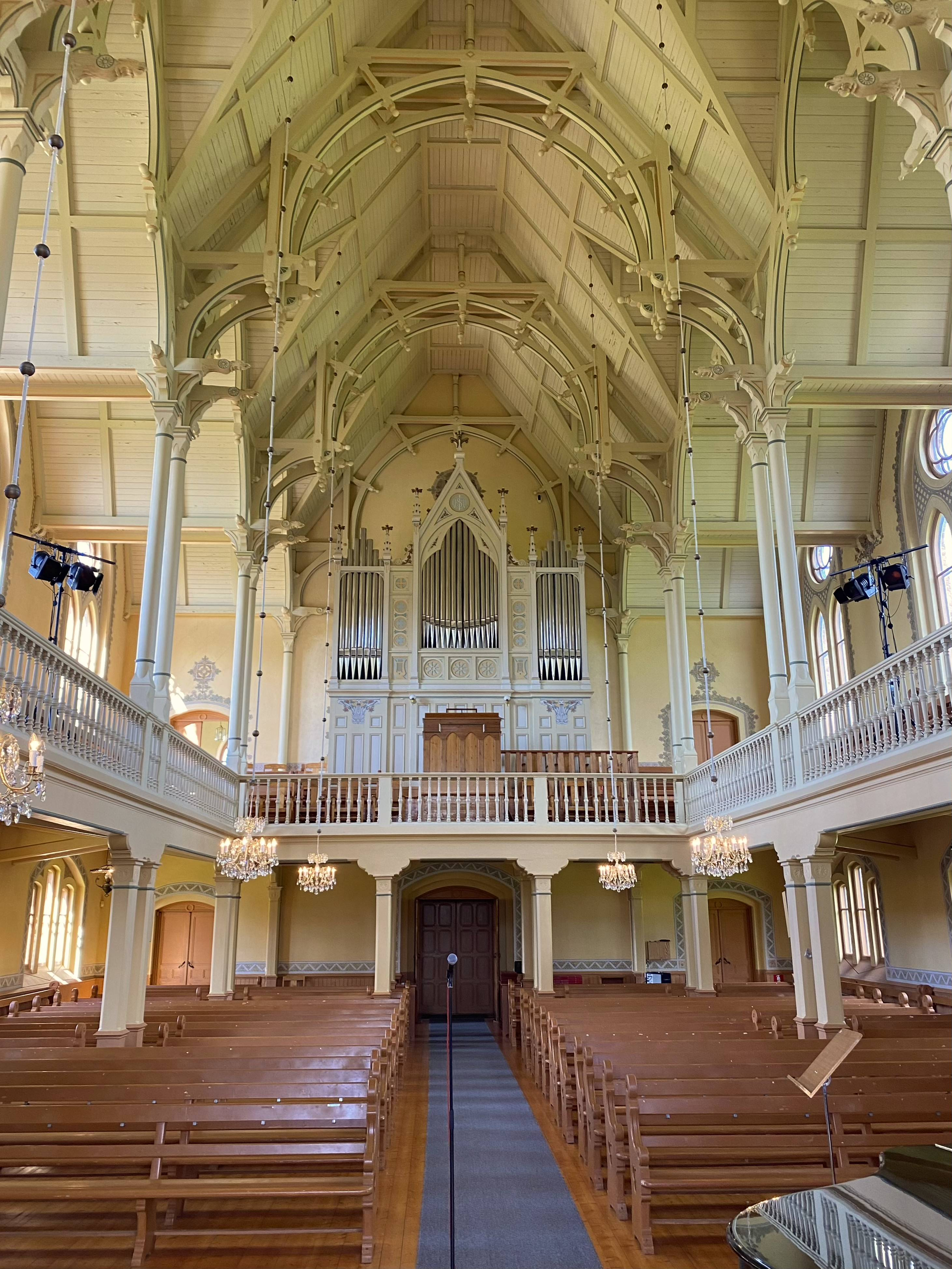
Kyrkorummet med orgeln.